# A. J. P. Taylor
Alan John Percival Taylor FBA (25 de março de 1906 — 7 de setembro de 1990) foi um historiador britânico que se especializou principalmente na história da diplomacia europeia no séculos XIX e XX. Jornalista e locutor, ele se tornou conhecido por milhões de pessoas por meio de suas palestras na televisão. Sua combinação de rigor acadêmico e apelo popular levou o historiador Richard Overy a descrevê-lo como "o Macaulay de nossa época". Em uma pesquisa de 2011 da revista History Today, ele foi nomeado o quarto historiador mais importante dos 60 anos anteriores.

## Vida

### Início da vida
Taylor nasceu em março de 1906 em Birkdale, perto de Southport, então parte de Lancashire. Seus pais eram ricos herdeiros de uma visão esquerdista que ele também herdou. Ambos eram pacifistas que vocalmente se opuseram a Primeira Guerra Mundial, e enviaram seu filho para a escola Quaker como uma forma de protestar contra a guerra. Ele foi educado em várias escolas Quaker, incluindo a School Bootham em Iorque. Geoffrey Barraclough, um contemporâneo de Bootham, lembrou Taylor como "uma personalidade estimulante, vital, extremamente agressiva, violentamente anti-burguesa e anti-cristã". Inicialmente, ele tinha interesse em arqueologia, e como um jovem, era um especialista amador na história e arqueologia de igrejas no norte da Inglaterra. Seu interesse pela arqueologia levou a um forte interesse na história. Em 1924, ingressou na Oriel College, Oxford, para estudar história moderna.
Na década de 1920, a mãe de Taylor, Constance, era filiada ao Comintern e um de seus tios um membro fundador do Partido Comunista da Grã-Bretanha. Constance era uma sufragista, feminista e defensora do amor livre que praticavam seus ensinamentos através de uma série de casos extraconjugais, principalmente com Henry Sara, um comunista que em muitos aspectos, tornou-se pai substituto de Taylor. O próprio Taylor foi recrutado para o Partido Comunista da Grã-Bretanha por um amigo da família, o historiador militar Tom Wintringham, enquanto na Oriel; filiado entre 1924-1926, ele rompeu com o Partido pelo que considerava ser a sua posição ineficaz durante a Greve Geral de 1926. Depois de sair, tornou-se um fervoroso apoiante do Partido Trabalhista para o resto de sua vida, permanecendo como membro por mais de 60 anos. Apesar de sua ruptura com o Partido Comunista, visitou a União Soviética em 1925 e novamente em 1934, e ficou muito impressionado em ambas as visitas.

### Carreira acadêmica
Formou-se em Oxford em 1927. Depois de trabalhar brevemente como escrivão judicial, começou seu trabalho de pós-graduação, indo para Viena para estudar o impacto do movimento cartista na Revolução de 1848 na cidade. Quando o assunto acabou por não ser viável, ele passou a estudar a questão da unificação italiana ao longo de um período de dois anos, o que resultou em seu primeiro livro, The Italian Problem in European Diplomacy, 1847–49, publicado em 1934.
Taylor deu aulas de história na Universidade de Manchester de 1930-1938.
Tornou-se um membro da Magdalen College, Oxford em 1938, cargo que ocupou até 1976, também palestrando sobre história moderna em Oxford entre 1938 e 1963. Em Oxford, foi um orador extremamente popular: tinha de dar suas aulas às 8h30min da manhã para evitar que a sala se tornasse superlotada. Em 1964, quando Oxford se recusou a renovar o seu mandato como conferencista no rescaldo da polêmica provocada por The Origins of the Second World War, ele era um professor do Instituto de Pesquisa Histórica em Londres, University College London e do Instituto Politécnico do Norte Londres.
Um passo importante na "reabilitação" de Taylor foi uma festschrift organizada em sua honra por Martin Gilbert em 1965. Ele foi homenageado com mais dois festschriften, em 1976 e 1986. Os festschriften' eram testamentos a sua popularidade com seus ex-alunos, pois receber uma única festschrift é considerado uma honra extraordinária e rara.

### Segunda Guerra Mundial
Durante a Segunda Guerra Mundial, Taylor serviu na Guarda Municipal e fez amizade com estadistas emigrados da Europa Oriental, como o ex-presidente húngaro Mihály Károlyi e o Presidente da Checoslováquia, Dr. Edvard Benes. Essas amizades ajudaram a aumentar o seu conhecimento da região. Sua amizade com Benes e Károlyi pode ajudar a explicar sua interpretação amigável deles, em particular Károlyi, que Taylor retratou como uma figura santa. Taylor reivindicou com orgulho, mais tarde, que fora ele quem aconselhou Benes a embarcar na expulsão de toda a população alemã da Tchecoslováquia depois da guerra. Durante o mesmo período, Taylor foi contratado pelo Executivo Político de Guerra como um especialista em Europa Central e frequentemente falou no rádio e nas várias reuniões públicas. Durante a guerra, fez lobby para o reconhecimento britânico de Josip Broz Tito como o governante legítimo da Iugoslávia. Ele argumenta que o governo nazista era globalista e que focava no antissemitismo, buscando conciliar com os norte-americanos.

### Vida pessoal
Casou-se três vezes. Com sua primeira esposa, Margaret Adams, em 1931 (divorciou-se em 1951); eles tiveram quatro filhos juntos. Por algum tempo na década de 1930, ele e sua esposa compartilharam uma casa com o escritor Malcolm Muggeridge e sua esposa Kitty. Foi sugerido que ele teve um caso com Kitty Muggeridge. Sua segunda esposa foi Eve Crosland, irmã do parlamentar Anthony Crosland, com quem Taylor se casou em 1951 e se divorciou em 1974; eles tiveram dois filhos. Mesmo depois de se divorciar de Margaret Adams, Taylor continuou a morar com ela, enquanto mantinha uma casa com Eve. Sua terceira esposa foi a historiadora húngara Éva Haraszti, com quem se casou em 1976.

## Publicações
- The Italian Problem in European Diplomacy, 1847–1849, 1934.
- (editor) The Struggle for Supremacy in Germany, 1859–1866 por Heinrich Friedjung, 1935.
- Germany's First Bid for Colonies 1884–1885: a Move in Bismarck's European Policy, 1938.
- The Habsburg Monarchy 1809–1918, 1941, edição revisada de 1948, reeditado em 1966 OCLC 4311308.
- The Course of German history: a Survey of the Development of Germany since 1815, 1945. Reeditado em 1962. OCLC 33368634
- Trieste, (Londres: Yugoslav Information Office, 1945). 32 páginas.
- co-editado com R. Reynolds British Pamphleteers, 1948.
- co-editado com Alan Bullock A Select List of Books on European History, 1949.
- From Napoleon to Stalin, 1950.
- Rumours of Wars, 1952.
- The Struggle for Mastery in Europe 1848–1918 (Oxford History of Modern Europe), 1954.
- Bismarck: the Man and Statesman, 1955. Reeditado pela Vintage Books em 1967 OCLC 351039.
- Englishmen and Others, 1956.
- co-editado com Sir Richard Pares Essays Presented to Sir Lewis Namier, 1956.
- The Trouble Makers: Dissent over Foreign Policy, 1792–1939, 1957.
- Lloyd George, 1961.
- The Origins of the Second World War, 1961. Reeditado pela Fawcett Books em 1969 OCLC 263622959.
- The First World War: an Illustrated History, 1963. OCLC 2054370  A edição americana tem o título: Illustrated history of the First World War. OCLC 253080
- Politics in Wartime, 1964.
- English History 1914–1945 (Volume XV da Oxford History of England), 1965. OCLC 36661639
- From Sarajevo to Potsdam, 1966. 1ª edição americana, 1967. OCLC 1499372
- From Napoleon to Lenin, 1966.
- The Abdication of King Edward VIII por Lord Beaverbrook, (editor) 1966.
- Europe: Grandeur and Decline, 1967.
- Introdução a 1848: The Opening of an Era por F. Fejto, 1967.
- War by Timetable, 1969. ISBN 0-356-02818-6
- Churchill Revised: A Critical Assessment, 1969. OCLC 4194
- (editor) Lloyd George: Twelve Essays, 1971.
- (editor) Lloyd George: A Diary por Frances Stevenson, 1971. ISBN 0091072700
- Beaverbrook, 1972. ISBN 0-671-21376-8
- (editor) Off the Record: Political Interviews, 1933–43 por W. P. Corzier, 1973.
- A History of World War Two: 1974.
- "Fritz Fischer and His School," The Journal of Modern History Vol. 47, No. 1, Mar. 1975
- The Second World War: an Illustrated History, 1975.
- (editor) My Darling Pussy: The Letters of Lloyd George and Frances Stevenson, 1975. ISBN 0-297-77017-9
- The Last of Old Europe: a Grand Tour, 1976. Reeditado em 1984. ISBN 0-283-99170-4 OCLC 80148134
- Essays in English History, 1976. ISBN 0-14-021862-9
- "Accident Prone, or What Happened Next," The Journal of Modern History Vol. 49, No. 1, Mar. 1977
- The War Lords, 1977.
- The Russian War, 1978.
- How Wars Begin, 1979. ISBN 0-689-10982-2 OCLC 5536093
- Politicians, Socialism, and Historians, 1980.
- Revolutions and Revolutionaries, 1980.
- A Personal History, 1983.
- An Old Man's Diary, 1984.
- How Wars End, 1985.
- Letters to Eva: 1969–1983, ed. por Eva Haraszti Taylor, 1991.
- From Napoleon to the Second International: Essays on Nineteenth-century Europe. Ed. 1993.
- From the Boer War to the Cold War: Essays on Twentieth-century Europe. Ed. 1995. ISBN 0-241-13445-5
- Struggles for Supremacy: Diplomatic Essays by A.J.P. Taylor. Ed. por Chris Wigley. Ashgate, 2000. ISBN 1-84014-661-3 OCLC 42289691